# Extension de Kan
Une extension de Kan est une construction catégorique universelle qui apparaît naturellement dans de nombreuses situations. Elle tient son nom du mathématicien Daniel Kan, qui a défini de telles extensions à partir de limites.
Les autres constructions universelles (limites, adjonctions et foncteurs représentables) peuvent s'écrire en termes d'extensions de Kan, et réciproquement. L'importance de ces extensions est la plus manifeste en théorie des catégories enrichies.
L'idée est qu'étant donnés un foncteur {\displaystyle F:C\to D}, et un foncteur {\displaystyle C{\stackrel {p}{\to }}C'}, une extension de Kan de F le long de p est le « meilleur » foncteur qui fait commuter le diagramme
{\displaystyle {\begin{matrix}~C&{\stackrel {F}{\to }}&D\\\!\!\!p\downarrow &\nearrow &\\~C'\end{matrix}}}
c'est-à-dire qui étend le domaine de F selon p.

## Définition globale par adjonction
Soit p : C → C’ un foncteur, il induit pour toute catégorie D le foncteur
{\displaystyle p^{*}:[C',D]\to [C,D]}
sur la catégorie des foncteurs, qui envoie tout foncteur h : C’ → D sur le foncteur composé 
{\displaystyle p^{*}h:C{\stackrel {p}{\to }}C'{\stackrel {h}{\to }}D}.
Si le foncteur {\displaystyle p^{*}} admet un adjoint à gauche, on le note {\displaystyle p_{!}} ou {\displaystyle \operatorname {Lan} _{p}} et on l'appelle extension de Kan à gauche le long de p. Si {\displaystyle p^{*}} admet un adjoint à droite, on le note {\displaystyle p^{!}} ou {\displaystyle \operatorname {Ran} _{p}} et on l'appelle extension de Kan à droite le long de p. On peut écrire 
{\displaystyle \operatorname {Lan} _{p}\dashv p^{*}\dashv \operatorname {Ran} _{p}}.
Les foncteurs {\displaystyle \operatorname {Lan} _{p}F} et {\displaystyle \operatorname {Ran} _{p}F}, lorsqu'ils existent, sont obtenus comme adjonctions c'est-à-dire au travers d'une construction universelle : ils sont donc uniques à isomorphisme près et on parle de l'extension de Kan, au singulier, respectivement à gauche et à droite de F le long de p.
Il est dans certains cas possible de définir des extensions de Kan à droite (respectivement à gauche) point par point en termes de limites ou de fins (respectivement de colimites ou de cofins). Les extensions ainsi définies sont parfois qualifiées d'extensions fortes.

## Exemples
- Si E est un objet terminal de Cat, alors l'extension de Kan à droite (respectivement à gauche) correspond à la limite (respectivement la colimite) : {\displaystyle \operatorname {Ran} _{E}F=\lim F}. En conséquence, tout ce qui a trait aux limites est un exemple d'extension de Kan.
- Si D = Set, alors les extensions de Kan correspondent à l'image directe et réciproque des préfaisceaux.
- La réalisation géométrique d'un foncteur est son extension de Kan à gauche le long du plongement de Yoneda.